# 揮発性有機化合物

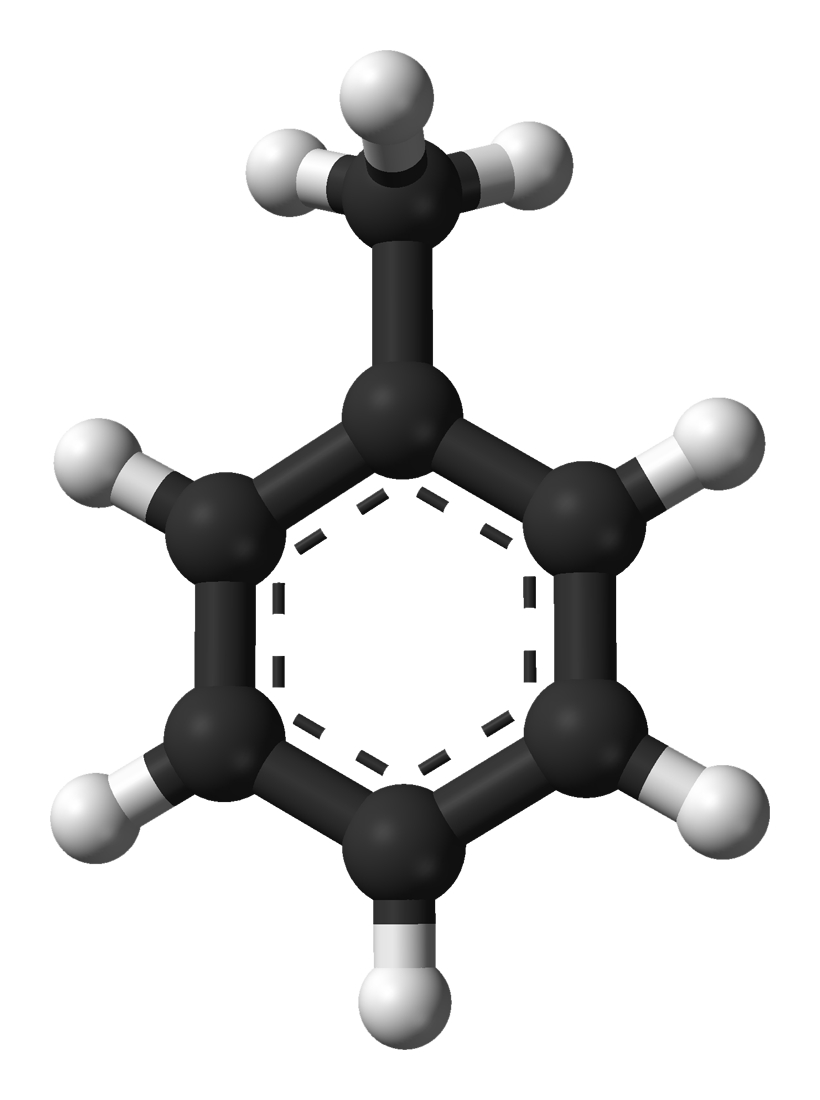
トルエン。VOCの一つ

揮発性有機化合物（きはつせいゆうきかごうぶつ、英: Volatile Organic Compounds）は、常温常圧で大気中に容易に揮発する有機化学物質の総称のことである。略称は、VOCs、VOC。
具体例としては、香水や食品、動物や植物、土壌の微生物などから放たれる匂い物質。トルエン、ベンゼン、フロン類、ジクロロメタンなどを指し、これらは溶剤、燃料として重要な物質であることから、幅広く使用されている。
しかし、それらの物質で有害なものは公害などの健康被害を引き起こす。例として、ホルムアルデヒドによるシックハウス症候群や化学物質過敏症が社会に広く認知され、問題となっている。
2000年度の国内排出量は、年間150万トンであった。
光化学オキシダントと浮遊粒子状物質の主な原因であるとして、2004年5月26日、改正大気汚染防止法により主要な排出施設への規制が行われることとなった。

## 定義
世界保健機関(WHO)の定義 では以下のようになっている。
| 英語表記(略称)                                                                          | 日本語呼称                              | 沸点範囲( °C)           | 化合物の例                                                                                 |
| --------------------------------------------------------------------------------------- | --------------------------------------- | ----------------------- | ------------------------------------------------------------------------------------------ |
| Very Volatile Organic Compounds (VVOC)                                                  | 高揮発性有機化合物 (超揮発性有機化合物) | 氷点下(< 0) から 50-100 | プロパン,ブタン,塩化メチル                                                                 |
| Volatile Organic Compounds (VOC)                                                        | 揮発性有機化合物                        | 50-100 から 240-260     | ホルムアルデヒド, d-リモネン, トルエン, アセトン, エタノール, 2-プロパノール, ヘキサナール |
| Semi Volatile Organic Compounds (SVOC)                                                  | 準揮発性有機化合物 (半揮発性有機化合物) | 240-260 から 380-400    | 殺虫剤 (DDT, クロルデン), 可塑剤 (フタル酸化合物), 難燃剤(PCB, PBB)                        |
| Organic compound associated with particulate matter or Particulate Organic Matter (POM) | 粒子状有機化合物 (粒子状有機物)         | 380 以上                |                                                                                            |

各VOCの総量として総揮発性有機化合物（TVOC; Total Volatile Organic Compounds）という用語も用いられる。
なお、ホルムアルデヒドについては、VVOCに該当するが、独自の基準を設けているケースがあるため、VOCsとは区別している場合が多い。(シックハウス症候群、室内空気質など参照)

## 削減の取り組み

### 日本
経済産業省では、事業者のVOC排出削減に関する自主的取り組みを推進するため、「産業構造審議会」において「環境リスク対策合同ワーキンググループ」を設置し、事業者によるVOC削減のための自主的行動計画を取りまとめ、NEDOにおけるVOC排出抑制のための技術開発や有害化学物質削減支援ツールの開発などを通じて支援制度を整備している。
環境省はVOCの排出抑制対策の進捗状況を把握するにあたり、2006年からVOC排出インベントリ検討会を設置し、発生源別のVOCの排出量）と削減量を調査している。
また液体窒素などの冷熱を用いた溶剤回収システムを製造・販売する事業者もある。

### 揮発性有機化合物の管理
車の製造時点でも匂い（VOC）が発生するため、それを制限するようVOC放散試験が行われる。
改正大気汚染防止法、いわゆるVOC規制は揮発性有機溶剤が対象であるが、臭気対策と重なる部分があり応用された。代表的な脱臭装置の原理として、燃焼法、水や薬品などに吸収・反応させる洗浄法、活性炭などに吸着させる吸着法、微生物に分解させる生物脱臭法、また別の強い匂いでマスキングしたり匂いを分解したり凝集させる消・脱臭剤などがある。

## 生物由来揮発性有機化合物
生物由来揮発性有機化合物（BVOC）は、植物、動物、微生物が排出する揮発性有機化合物を指し、非常に多様であるが、最も一般的なものはテルペノイド、アルコール、ケトン等である（メタンや一酸化炭素は通常考慮されない）。
多くのVOCは二次代謝産物と考えられており、植物の食害に対する防御など、生物の防御に役立つことが多い。これらの揮発性物質は、近くの生物に感知され、反応されることを目的としている。
揮発の速度や成長の速度を決定する温度や、生合成の速度を決定する日光など、さまざまな要因が揮発に影響を与える。揮発は、主に葉、特に気孔から発生する。陸上森林から排出される揮発性有機化合物は、大気中のヒドロキシラジカルによって酸化されることが多い。窒素酸化物汚染物質が存在しない場合、揮発性有機化合物の光化学反応によってヒドロキシラジカルが再生され、生物圏と大気の持続可能なバランスが保たれると考えられている。